# Ohabaizvorvölgy
Ohabaizvorvölgy románul: Izvor, falu Romániában, a Bánságban, Krassó-Szörény megyében.

## Fekvése
Somosréve mellett fekvő település.

## Története
Korábban Somosréve része volt. 1956-ban vált külön településsé 105 lakossal.
1966-ban 101, 1977-ben 97, 1992-ben 105, a 2002-es népszámláláskor pedig 94 román lakosa volt.